# Захаров, Александр Константинович
Алекса́ндр Константи́нович Заха́ров (11 марта 1987, Москва, СССР) — российский футболист, нападающий.

## Карьера
Первым клубом в футбольной карьере Захарова стала московская «Ника». В 2006 году нападающий дебютировал во втором дивизионе России, выйдя на замену во втором тайме матча «Ника» — «Лобня-АЛЛА». 22 апреля впервые вышел в игре Кубка России и забил один из четырёх безответных мячей в ворота «Сатурна» Егорьевск. 19 июля забил гол во встрече с тем же «Сатурном», но уже в рамках чемпионата. 8 сентября отличился в матче с «Локомотивом» Лиски, который в итоге закончился вничью.
В «Нике» Захаров отыграл три сезона, провёл 61 матч во втором дивизионе (5 голов) и 3 матча в Кубке страны (1 гол). В 2008 году стал игроком любительского клуба «Приалит Реутов». В 2010 году перешёл в белорусский «Неман» и отыграл 8 встреч в высшем дивизионе, не забив голов. Затем вернулся в Россию, снова выступал за «Приалит Реутов», а в 2011 году присоединился к клубу «Подолье». В новой команде сыграл 25 матчей во втором дивизионе, зона «Центр» (2 гола) и 1 в Кубке, после чего ушёл в статусе свободного агента.